# Abu'l-Hasan Ali av Granada
Abu'l-Hasan Ali av Granada, död 1485, var sultan av Granada 1464–1482 och 1483–1485.